# Saint-Lubin-de-la-Haye
Saint-Lubin-de-la-Haye är en kommun i departementet Eure-et-Loir i regionen Centre-Val de Loire strax norr om centrala Frankrike. Kommunen ligger i kantonen Anet som tillhör arrondissementet Dreux. År 2022 hade Saint-Lubin-de-la-Haye 950 invånare.

## Befolkningsutveckling
Antalet invånare i kommunen Saint-Lubin-de-la-Haye
Referens:INSEE